# Ар-Рашид Биллах
Абу Джафа́р Мансу́р ибн аль-Фадль ар-Ра́шид Билла́х (араб. أبو جعفر منصور الراشد بالله‎; 1109 — 6 июня 1138 Исфахан) — багдадский халиф из династии Аббасидов, правивший с 1118 по 1135 год.

## Биография
Мансур ибн аль-Фадль родился в 1109 г. (502 г. х.). Он был сыном халифа аль-Мустаршида и наложницы по имени Хушф, происхождение которой неизвестно. В 1135 г. (529 г. х.) он наследовал трон убитого ассасинами отца. После вступления на престол, сельджукский султан Масуд потребовал с молодого халифа 400 тысяч динаров, которые его отец обязался выплатить ему в период пленения. Халиф ар-Рашид отказался выплатить эту сумму и обратился за помощью к эмиру Мосула Имадуддину Занги. В это время в Багдад приехал Сельджукид Дауд и ар-Рашид объявил его султаном. В результате отношения между Масудом и халифом ещё более ухудшились и Масуд с большой армией вошел в Багдад. Самому халифу пришлось бежать вместе с Имадуддином Занги в Мосул.
Султан Масуд низложил халифа ар-Рашида Биллаха и привел к власти дядю ар-Рашида — Мухаммада ибн аль-Мустазхира, который стал следующим халифом. Узнав о своем низложении, ар-Рашид Биллах выехал из Мосула в Азербайджан, а оттуда в Хамадан и Исфахан, где 6 июня 1138 г. он был убит в результате заговора своих приближенных.